# Shura (cantora)
Alexandra Lilah Denton (também conhecida como Aleksandra Lilah Yakunina-Denton; nascida em 17 de junho de 1988), conhecida profissionalmente como Shura, é uma cantora, compositora e produtora britânica. Ela é conhecida por seu trabalho nos gêneros de electropop e synth-pop.

## Carreira

### 2011–2016: Trabalho com Hiatus eNothing's Real
Após seu trabalho com Hiatus, Shura decidiu assumir o controle criativo sobre a produção de sua música. Durante o turno da noite em seu local de trabalho (uma instalação de edição de vídeo), ela assistia a vídeos tutoriais do YouTube sobre como usar o software de produção musical. Seu single "Touch", co-produzido pelo Joel Pott, da Athlete, chamou a atenção de blogs da internet durante o início de 2014; seu videoclipe foi co-dirigido e editado pela própria Shura.  Dois outros singles, "Just Once" e "Indecision", foram lançados no mesmo ano, e Shura produziu um remix do single de Jessie Ware "Say You Love Me".  Shura foi listada na pesquisa da BBC Sound of 2015.  Shura também é assinada pelo Universal Music Publishing Group no Reino Unido.  Ela lançou o single "2Shy" em março de 2015, seguido por "White Light" e um filme de performance intitulado Three Years em Junho de 2015.  Um EP intitulado White Light foi lançado nos Estados Unidos em julho. No mesmo ano, Shura se apresentou em festivais de música, incluindo Bestival, Festival N°6 e Latitude.
Em dezembro de 2014, ela foi nomeada como uma das artistas indicadas na lista longa da pesquisa musical da BBC Sound of 2015.  Mumford & Sons fizeram um cover da sua música "2Shy". 
"Touch" de Shura foi lançado em 18 de fevereiro de 2016, ao lado de uma versão com Talib Kweli. O Original Mix foi lançado no Record Store Day 2016 como um single limitado de 12" com remixes de Canvas e Delorean. 
Seu álbum de estréia, Nothing's Real, foi lançado em 8 de julho de 2016 pela Polydor Records. 

### 2017–presente:forevher
Em 2018, ela foi relatada trabalhando no estúdio em novas músicas com o colaborador Joel Pott, além de Tourist e Totally Enormous Extinct Dinosaurs.
Em 2019, ela voltou após três anos de silêncio, quando colaborou com o músico britânico Tourist na música "Love Theme", lançada no Dia dos Namorados por meio de seu segundo álbum, Everyday. Tourist explicou que a música era um conceito originalmente escrito por Shura e tinha uma demo de piano que lhe foi enviada com a letra "I don't want to be the centre of attention, but I want your love". No mês seguinte, Shura anunciou seu single de retorno, intitulado "BKLYNLDN", alternativamente intitulado "Brooklyn London". Foi lançado por Phil Taggart na BBC Radio 1 em 10 de março de 2019, onde foi revelado como o "Chillest Record".
O álbum de Shura Forevher foi lançado em 16 de agosto de 2019 via Secretly Canadian. Shura anunciou o álbum em 12 de junho de 2019 com o lançamento do single "Religion (U Can Lay Your Hands On Me)". 

## Vida Pessoal
Shura cresceu em Manchester. Sua mãe é uma atriz russa e seu pai é um documentarista inglês.  Seus pais se divorciaram quando ela tinha três anos.  Shura tem dois irmãos, incluindo um gêmeo, Nicholas, que já estrelou três de seus videoclipes: "Touch", "White Light" e "What's It Be Be?".  Ela começou a tocar violão aos 13 anos e começou a gravar músicas aos 16 anos.   Shura era uma jogadora de futebol promissora em sua juventude e jogou pelo Manchester City dos 11 aos 16 anos. 
Shura é lésbica e ateia, apesar de um longo fascínio pela religião.  No verão de 2014, ela sofreu um grave ataque de pânico, que ela descreveu como "me senti como se estivesse morrendo".  Seu nome artístico vem de uma forma abreviada de seu primeiro nome em russo, um idioma que Shura é fluente. 

## Ideologia política
Em novembro de 2019, juntamente com 34 outros músicos, Shura assinou uma carta endossando o líder do Partido Trabalhista Jeremy Corbyn nas eleições gerais de 2019 no Reino Unido, com um apelo para acabar com a austeridade. 

## Música
A música de Shura tem sido descrita como "eletropop infeccioso, mas melancólico", bem como "synth-pop lento", mas disse que a música pop "não a representa". A cantora disse que "oportunidade perdida, arrependimento, nostalgia" são alguns dos principais temas de seu trabalho.

## Discografia
| Titulo         | Detalhes                                                                                          | Posição em Charts | Posição em Charts | Posição em Charts | Posição em Charts | Posição em Charts | Posição em Charts | Posição em Charts |
| Titulo         | Detalhes                                                                                          | UK                | BEL (FL)          | BEL (WA)          | IRE               | SCO               | SWI               | US Heat           |
| -------------- | ------------------------------------------------------------------------------------------------- | ----------------- | ----------------- | ----------------- | ----------------- | ----------------- | ----------------- | ----------------- |
| Nothing's Real | - Lançado: 8 de julho 2016 - Gravadora: Polydor - Formato: CD, LP, digital                        | 13                | 73                | 130               | 73                | 15                | 35                | 12                |
| Forevher       | - Lançado: 16 de agosto 2019 - Gravadora: Secretly Canadian - Formato: CD, LP, digital, streaming | 61                | —                 | —                 | —                 | 32                | —                 | 18                |

### Singles
| Titulo                                  | Ano  | Álbum          |
| --------------------------------------- | ---- | -------------- |
| "Touch"                                 | 2014 | Nothing's Real |
| "Indecision"                            | 2014 | Nothing's Real |
| "2Shy"                                  | 2015 | Nothing's Real |
| "White Light"                           | 2015 | Nothing's Real |
| "Touch" (featuring Talib Kweli)         | 2016 | Sem álbum      |
| "What's It Gonna Be?"                   | 2016 | Nothing's Real |
| "The Space Tapes"                       | 2016 | Nothing's Real |
| "311215"                                | 2016 | Nothing's Real |
| "Nothing's Real"                        | 2016 | Nothing's Real |
| "Love Theme" (with Tourist)             | 2019 | Everyday       |
| "BKLYNLDN"                              | 2019 | Forevher       |
| "Religion (U Can Lay Your Hands on Me)" | 2019 | Forevher       |
| "The Stage"                             | 2019 | Forevher       |

### Contribuições
- Mura Masa – "Love for That" (2015) (featuring Shura)
- Tracey Thorn – "Air" (2018) (featuring Shura)

### Remixes
- Jessie Ware – "Say You Love Me" (2014)
- Pumarosa – "Priestess" (2015)
- Mabel – "My Boy My Town" (2016)
- Tegan and Sara – "Boyfriend" (2016)
- Kiiara – "Gold" (2016)
- Astrid S – "Breathe" (2017)
- Aurora – "Queendom" (2018)